# Tremedal de Tormes
Tremedal de Tormes ist eine kleine westspanische Gemeinde (municipio) in der Provinz Salamanca in der Autonomen Gemeinschaft Kastilien-León. 2024 hatte die Gemeinde 35 Einwohner. Neben dem Hauptort Tremedal de Tormes gehören die Ortschaften Peñalvo und Trabadillo zur Gemeinde.

## Geographie
Tremedal de Tormes befindet sich etwa 50 Kilometer westnordwestlich vom Stadtzentrum der Provinzhauptstadt Salamanca in einer Höhe von 765 m. 

## Bevölkerungsentwicklung
| Jahr      | 1900 | 1920 | 1950 | 1970 | 1981 | 1991 | 2001 | 2011 | 2021 |
| Einwohner | 197  | 233  | 191  | 142  | 113  | 69   | 38   | 42   | 37   |

## Sehenswürdigkeiten
- Peterskirche (Iglesia de San Pedro)

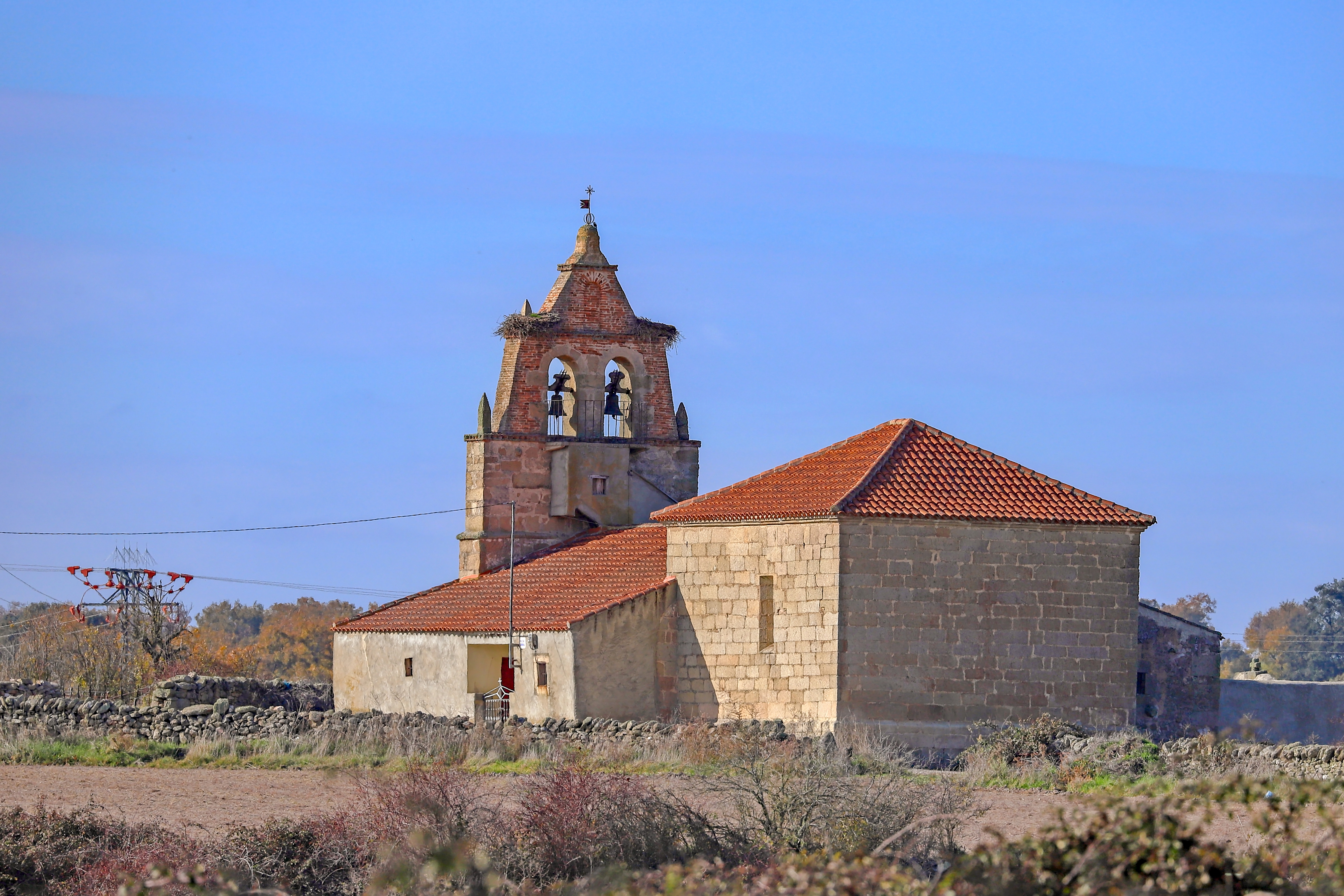
Peterskirche
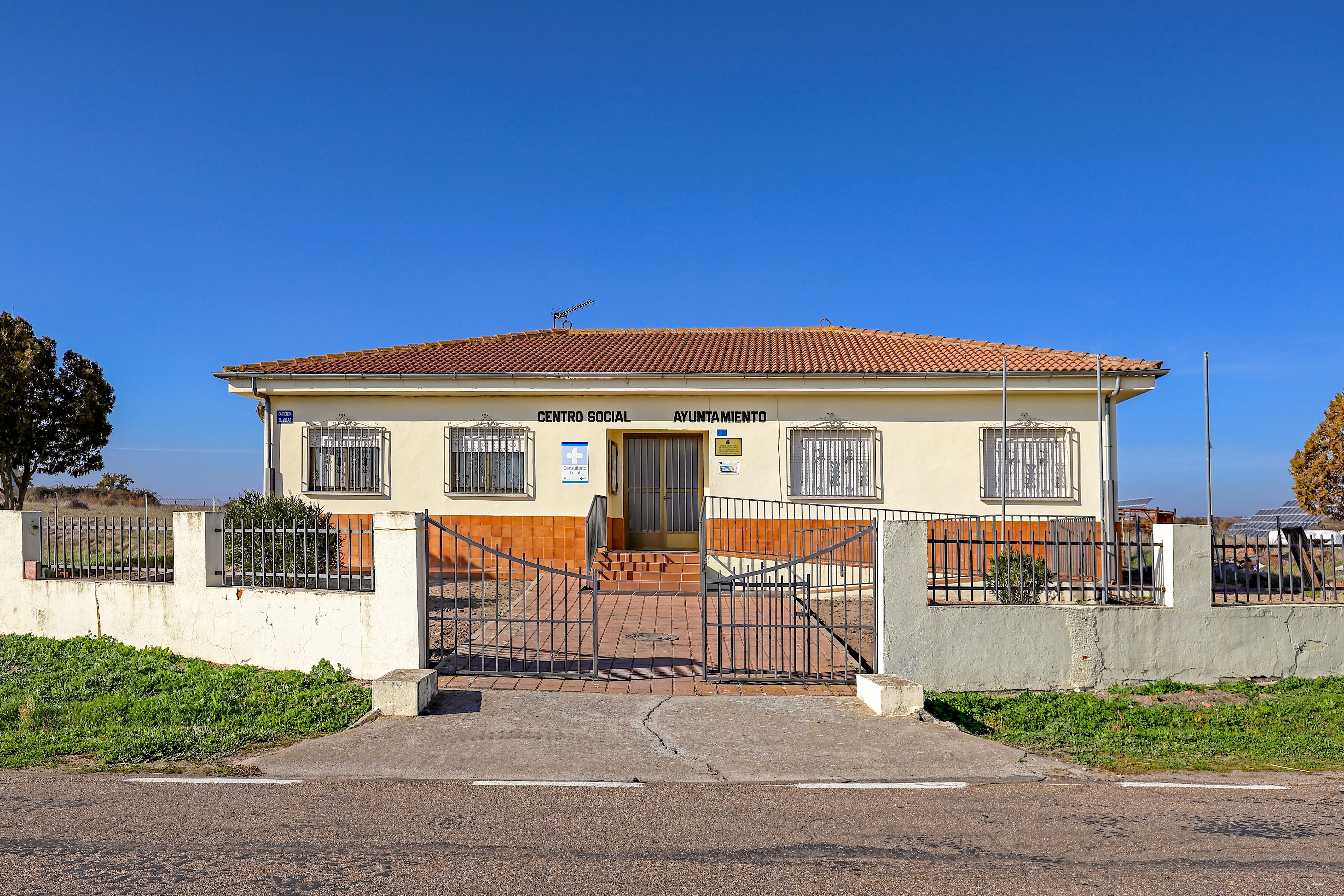
Rathaus